# پترا

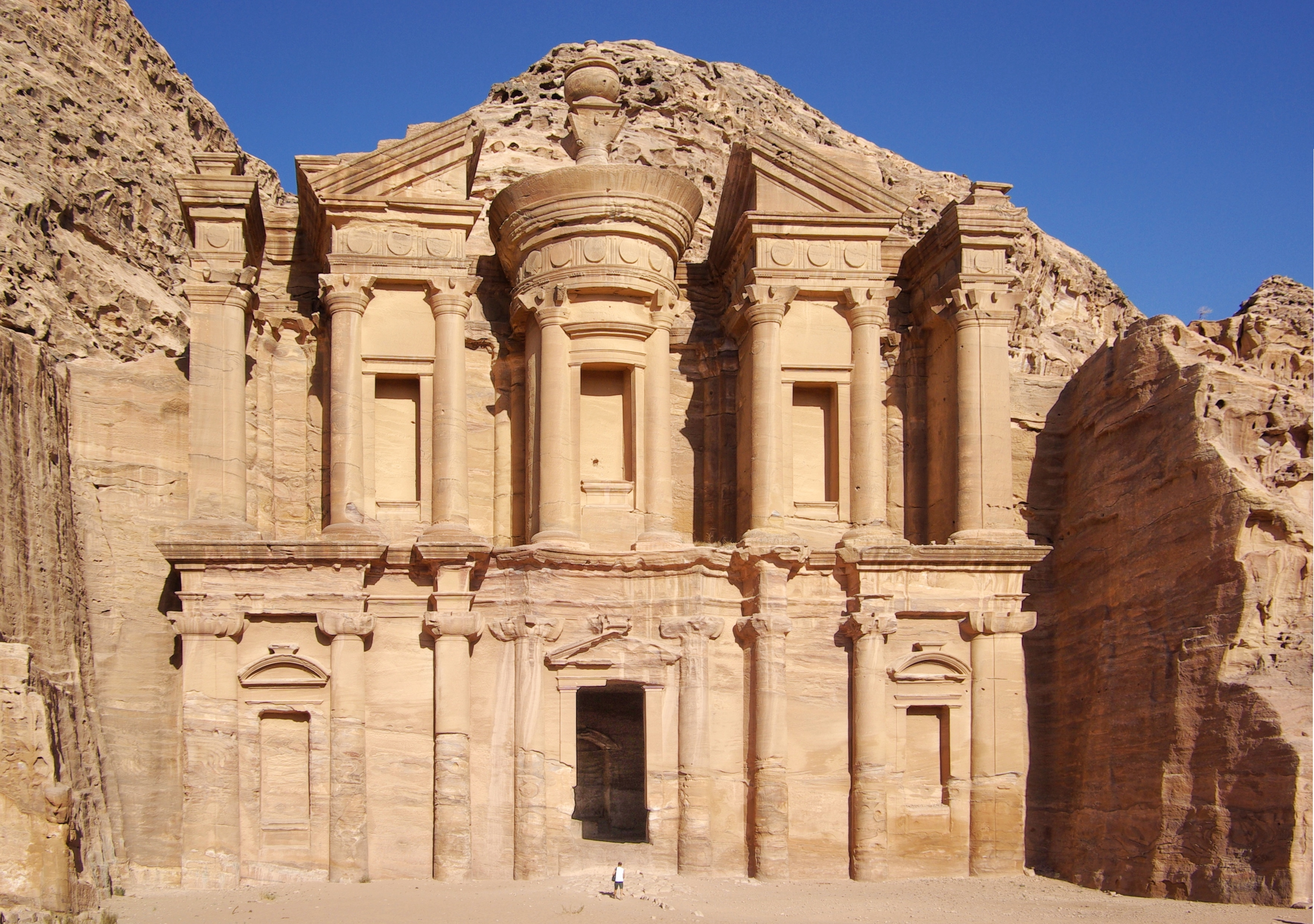

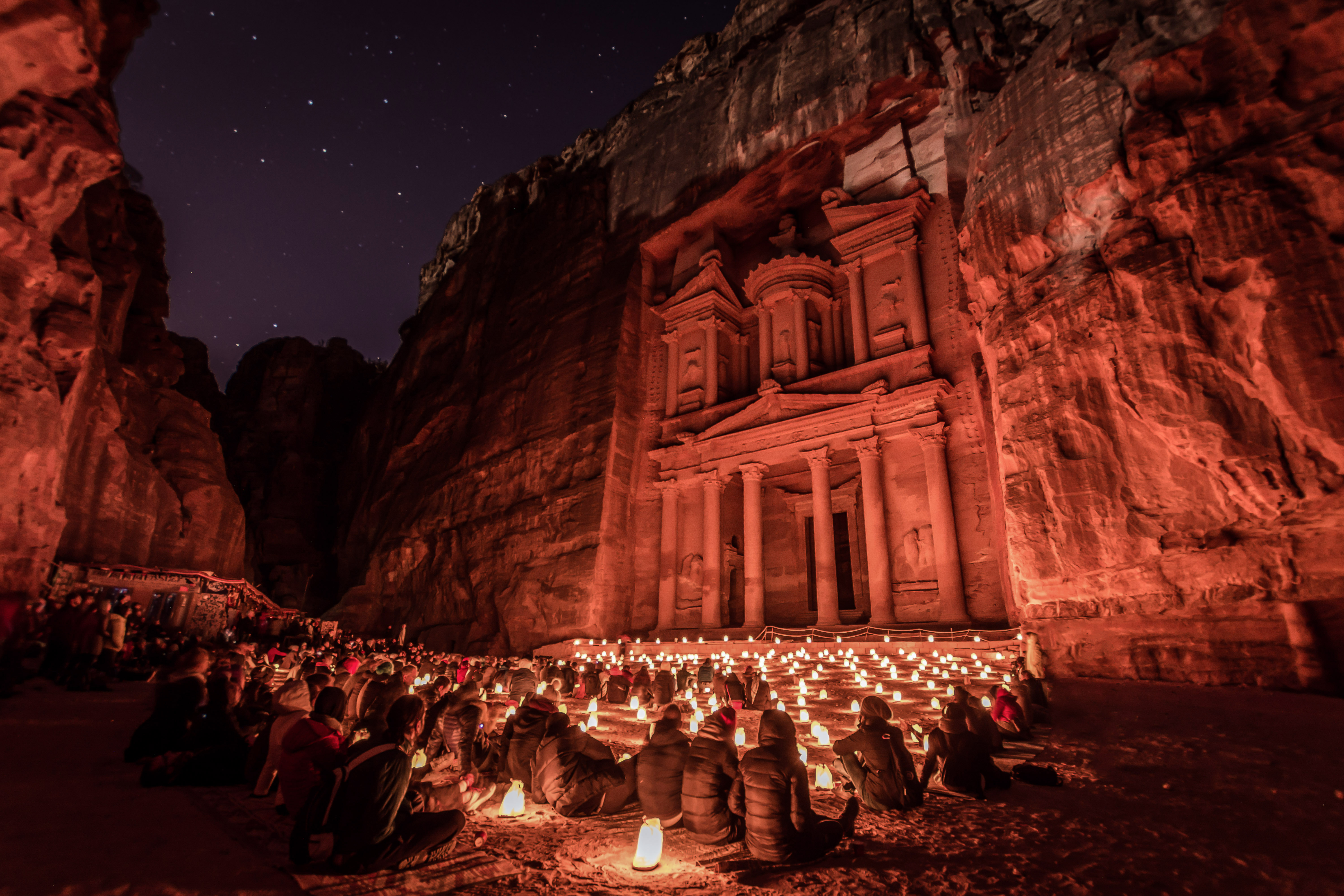
نمایی از ساختمان خزانه در شب.

پِترا (یونان باستان: Πέτρα به معنی صخره، در عربی: اَلبَتْرِاء و در لاتین نویسی عربی: Al-Batrā) که در اصل با اشاره به ساکنینش با عنوان  Raqmu  یا  Raqēmō شناخته می‌شد، نام یونانی پایتخت نَبَطی‌ها بود که در جنوب اردن امروزی واقع شده‌است. خود نبطی‌ها که مردمی عرب‌ بودند، این شهر را رقمو (Raqēmō) می‌نامیدند. نام پترا که در زبان یونانی به معنی سنگ و صخره است در عربی به شکل «البتراء» نوشته می‌شود.
این محل از  ۷۰۰۰ سال پیش از میلاد ساکنانی داشته اما نبطی‌ها از حدود سده ۴ پیش از میلاد در آن جایگیر شده و بعد آن را مرکز پادشاهی خود قرار دادند.
این شهر در دره‌ای بین تپه‌ها واقع شده‌است و به خاطر مقبره‌هایش که در صخره‌ها تراشیده شده‌اند معروف است. تقریباً تمام بناهایی که روزگاری در آن پابرجا بودند اکنون ویرانه هستند. اوج شکوفایی این شهر به دلیل گسترش بازرگانی در جاده عود رخ داد، راهی که از یمن در ۱۶۰۰ کیلومتری جنوب پترا به ایران، سوریه و یونان و روم می‌رسید. پترا همچنین مرکزی برای سایر مسیرهای تجاری بود. 
پترا در ۲۶۲ کیلومتری جنوب شهر امان و در کنار جبل‌المذبح واقع شده‌است. کوه‌هایی که پترا را دربر گرفته‌اند کوه‌های کناره شرقی دره عربه هستند که از بحرالميت تا خلیج عقبه ادامه دارند.

## پیشینه
نبطیان از عرب‌های شمال شبه‌جزیره عربستان به‌شمار می‌آمده‌اند و شاید نزدیکترین دولت‌های کهن به عرب حجاز نیز بوده‌اند. 
حدود کشور نَبَطی‌ها از ساحل شهر عسقلان در غرب فلسطین و در امتداد صحرای شام در سمت مشرق ادامه می‌یافت.
شهر پترا حلقهٔ اتصال بین تمدن سرزمین بین‌النهرین و سرزمین شام و شبه‌جزیره عربستان و مصر بوده‌است. این شهر که پایتخت نَبَطی‌ها بود توانسته‌بود کنترل و زمام راه‌های تجارتی مناطق اطراف خود را به دست گیرد، کاروانهای تجارتی از جنوب شبه‌جزیره عربستان و غزه و عسقلان و صور و دمشق از راه پترا پایتخت کشور نَبَطی‌ها می‌گذشته‌اند و این شهر از رونق خاصی برخوردار بوده‌است.
درآمد مالیاتی بازرگانان، حاکمان پترا را ثروتمند کرد، همان‌طور که در ساختمان‌ها و بناهای یادبود گورها دیده می‌شود. تقریباً در ابتدای عصر، حدود ۲۵۰۰۰ نفر در پترا زندگی می‌کردند. این شهر در دره‌ای نهفته‌است که فقط از طریق تنگه‌های باریک می‌توان به آن دسترسی داشت و به همین دلیل از آن به خوبی دفاع می‌شود. نبطی‌ها مدت طولانی پادشاهی خاص خود را داشتند. در سال ۱۰۶ میلادی، امپراتوری روم در دوران زمام‌داری ترایانوس امپراتوری‌شان را فتح کرد و به یک استان رومی به‌نام عربیه تقلیل داد. مسیرهای تجاری تغییر کرد به طوری که پترا به آرامی موقعیت تجاری خود را از دست داد و در قرن ۷ رها شد. 

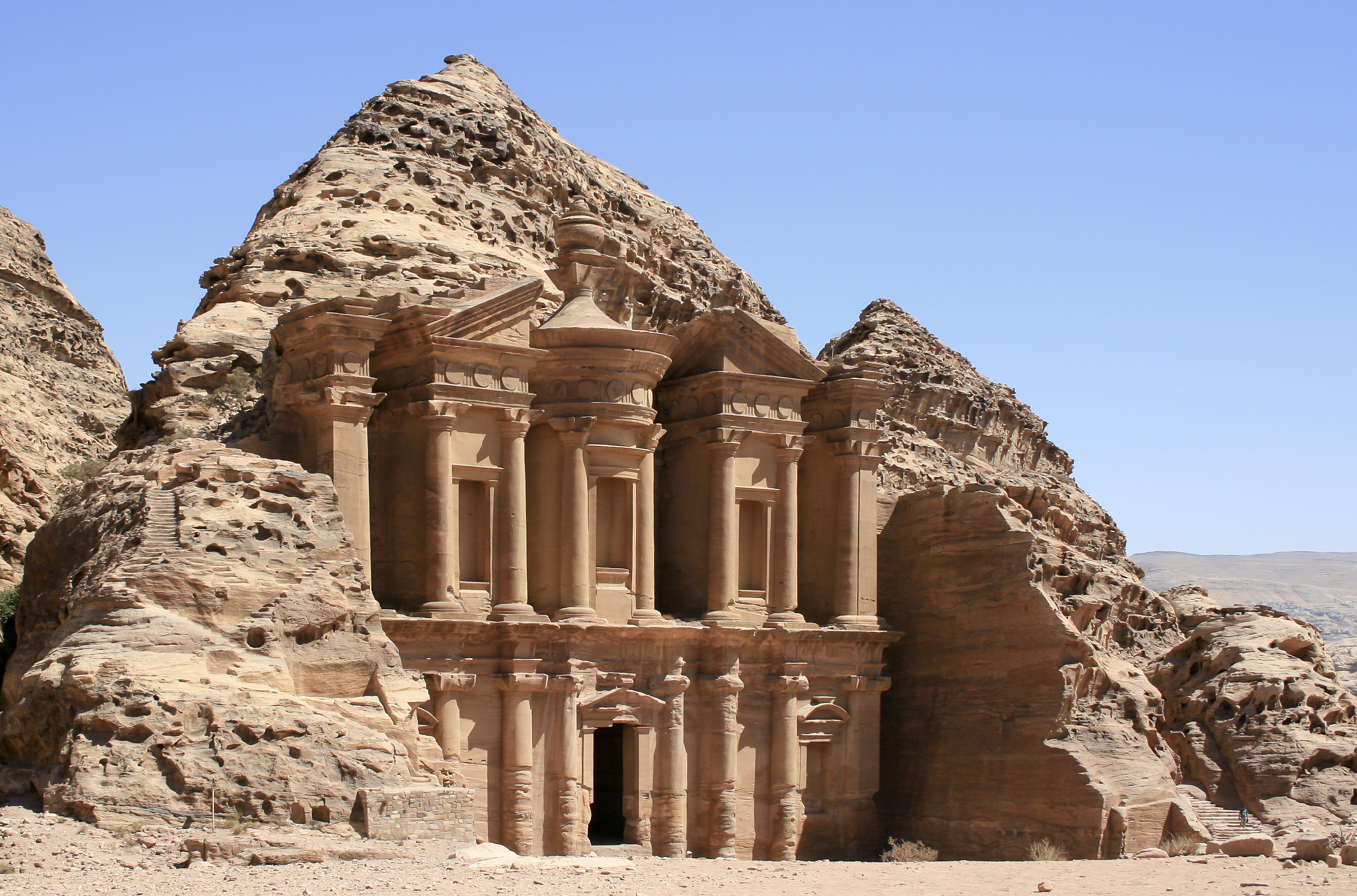
نگاره‌ای از بنای مشهور به الدیر در پترا، اردن.

در سال ۶۳۶ میلادی و در دوران خلافت عمر بن خطاب مسلمانان توانستند شهر پترا را از نفوذ رومی‌ها بیرون آورند. ساکنان پترا پس از آن به کشاورزی اشتغال ورزیدند. اما خسارت زلزله‌هایی که در سال‌های ۷۴۶ و ۷۴۸ به این شهر وارد آمد، ساکنان پترا را وادار کرد تا به مناطق اطراف کوچ کنند. 
یوهان لودویگ بورکهارت سوئیسی که به لباس یک تاجر هندی ملبس شده بود، در سال ۱۸۱۲ پترا را دوباره برای جهان غرب کشف کرد. در این بین شهر به یک ویرانه تبدیل شده بود. پترا در سال ۱۹۸۵ توسط یونسکو به عنوان میراث جهانی معرفی شد. در سال ۲۰۰۷ این شهر به عنوان یکی از عجایب هفتگانه جدید جهان انتخاب شد.
امروزه آثار این شهر باستانی در میان کوه به عنوان یادگاری از دوران نَبَطی‌ها به جا مانده که از مراکز مهم گردشگری کشور اردن به‌شمار می‌آید.